# Europa, Oriente Médio e África

EMEA: a Europa, o Oriente Médio, e a África, marcados no mapa-múndi.

EMEA, acrônimo de "Europa, Oriente Médio e África" (em inglês: Europe, the Middle East and Africa), é uma designação geográfica usada principalmente pelas empresas para descrever seus negócios na região. É comumente utilizada entre as empresas da América do Norte, que muitas vezes dividem suas operações internacionais nas seguintes regiões:
- As Américas, que são divididas em América do Sul, do Norte e Central (NCSA, AMER ou AMS)
- América do Norte (menos México) e América Latina (NALA)
- América do Norte, que inclui Canadá, Estados Unidos e México (NORAM)
- Europa, Oriente Médio e África (EMEA)
- América Latina e Caribe (LATAM, ou LAC)
- Ásia-Pacífico (AP, APAC, JAPA ou AP)

Várias empresas distinguem os seus negócios na Europa Oriental do resto da Europa referindo-a como "EEMEA" que significa "Europa do Leste, Oriente Médio e África" (Eastern Europe, Middle East and Africa), para separá-la da Europa Ocidental e Central (principalmente da União Europeia).